# Aleš Čeh
Aleš Čeh (Maribor, 7 aprile 1968) è un ex calciatore e allenatore di calcio sloveno, di ruolo centrocampista.

## Palmarès

### Club
- Campionato sloveno: 1

Olimpia Lubiana: 1991-1992
- Coppa di Slovenia: 1

Maribor: 2003-2004
- Coppa d'Austria: 2

Grazer AK: 1999-2000, 2001-2002
- Supercoppa d'Austria: 2

Grazer AK: 2000, 2002